# Taskegöl
Taskegöl är en sjö i Nybro kommun i Småland och ingår i Ljungbyåns huvudavrinningsområde.